# Pseudoligia argillacea
Pseudoligia argillacea är en fjärilsart som beskrevs av Hugo Theodor Christoph 1887. Pseudoligia argillacea ingår i släktet Pseudoligia och familjen nattflyn. Inga underarter finns listade.